# 粉嶺北新發展區
粉嶺北新發展區（英語：Fanling North New Development Area），是香港其中一個開發中的新發展區，大致位於現有粉嶺／上水新市鎮東北面與梧桐河之間的土地，是新界東北發展計劃的一部分。根據香港政府最新規劃，其會與粉嶺／上水新市鎮和古洞北新發展區結合成粉嶺／上水／古洞新市鎮（英語：Fanling/ Sheung Shui/ Kwu Tung New Town）。

## 歷史
粉嶺北新發展區是香港其中一個的建設中新發展區，屬香港新界北區，位於粉嶺／上水新市鎮以北梧桐河兩岸。
新發展區原本預計於2010年代初期發展，與現有的上水／粉嶺新市鎮結合，屬於新界東北發展計劃的一部分，規劃署於1999年對外諮詢，惟因人口增長放緩而未有發展。
2007年時任香港行政長官曾蔭權在《2007至2008年度香港行政長官施政報告》表示將會恢復進行洪水橋新發展區、古洞北新發展區、坪輋／打鼓嶺新發展區以及粉嶺北新發展區的規劃及工程研究，同時古洞北新發展區、坪輋／打鼓嶺新發展區及粉嶺北新發展區將以「三合一」的模式發展。
2009年發展局修訂上述幾個新發區展的發展大綱，密度縮減，各新發展區被定出不同的主題，打造為多元化發展社區。粉嶺北新發展區將會發展為河畔市鎮，並且興建河濱公園，其樓高限於15層，28%的土地將會規劃成為公共休憩空間和美化地帶。

## 分區
從地理位置來看，新發展區規劃涵蓋的地方位處粉嶺聯和墟及靈山村的正北方，但根據厡有規劃大綱分區，範圍跨越上水與粉嶺的分界線，當中馬屎埔村、烏鴉落陽和石湖新村東部位於粉嶺北，而天平山村、華山村和石湖新村西部皆位處上水東部範圍，故有部分人認爲以「粉嶺北」命名整個新發展區規劃並不恰當。按照政府規劃，新建部分將會與原有的粉嶺／上水新市鎮融合，而不會產生新的分區。

## 納入範圍
- 上水華山村
- 上水石湖新村
- 上水天平山村
- 上水虎地坳村
- 上水紅橋新村
- 粉嶺馬屎埔村

## 交通網絡
道路方面，梧桐河的北岸將建有粉嶺繞道，連接古洞、粉嶺北、沙頭角公路及9號幹線粉嶺公路。

## 外部連結
- 新界東北新發展區規劃及工程研究 （页面存档备份，存于）
- 立法會發展事務委員會討論文件（2008年2月26日）[永久]
- 香港地方 - 未來發展區 （页面存档备份，存于）
- 施政報告官方網站 （页面存档备份，存于）
- 新界東北三新市鎮降密度(2009年11月18) （页面存档备份，存于）
- 上水華山村民要求剔除出新界東北規劃[]